# Rój meteorów
Rój meteorów – zjawisko polegające na spalaniu się drobinek materii z roju meteoroidów w górnych warstwach atmosfery ziemskiej. Powstaje wtedy zjawisko tzw. „spadających gwiazd”. Meteory, wskutek skrótu perspektywicznego, wybiegają z jednego punktu na sferze niebieskiej zwanego radiantem.
Te drobinki materii i pyłu, które dostają się do atmosfery, obiegały wcześniej Słońce po orbitach eliptycznych i powstały z rozpadu komet lub w wyniku zderzania się planetoid. Astronomowie są w stanie wskazać ich powiązania z konkretnymi kometami na podstawie analizy ich orbit.
Bardzo intensywny rój meteorów zwany jest także deszczem meteorów.
Roje meteorów najczęściej nazywane są od gwiazdozbiorów, w których znajduje się ich radiant.

## Pochodzenie rojów meteorów
| Rój                       | Występowanie                    | Pochodzenie                                                     |
| ------------------------- | ------------------------------- | --------------------------------------------------------------- |
| Kwadrantydy               | początek stycznia               | planetoida (196256) 2003 EH1, rozbita w katastrofie w 1490 roku |
| delta Leonidy             | przełom lutego i marca          | planetoida (4450) Pan                                           |
| Lirydy                    | koniec kwietnia                 | kometa C/1861 G1 (Thatcher)                                     |
| pi Puppidy                | koniec kwietnia                 | kometa 26P/Grigg-Skjellerup                                     |
| eta Akwarydy              | początek maja                   | kometa Halleya (1P/Halley)                                      |
| eta Lirydy                | początek maja                   | kometa C/1983 H1 (IRAS-Araki-Alcock)                            |
| tau Herkulidy             | początek czerwca                | kometa 73P/Schwassmann-Wachmann                                 |
| Arietydy                  | połowa czerwca                  | Marsdena grupa komet muskających Słońce                         |
| Czerwcowe Bootydy         | koniec czerwca                  | kometa 7P/Pons-Winnecke                                         |
| Lipcowe Pegazydy          | początek lipca                  | kometa C/1979 Y1 (Bradfield)                                    |
| Południowe delta Akwarydy | koniec lipca                    | Krachta lub Machholza grupa komet muskających Słońce            |
| alfa Kaprikornidy         | koniec lipca                    | kometa 45P/Honda-Mrkos-Pajdušáková                              |
| Perseidy                  | połowa sierpnia                 | kometa 109P/Swift-Tuttle                                        |
| kappa Cygnidy             | połowa sierpnia                 | planetoida (361861) 2008 ED69?                                  |
| alfa Aurygidy             | przełom sierpnia i września     | kometa C/1911 N1 (Kiess)                                        |
| Piscydy                   | wrzesień                        | kometa C/1908 R1 (Morehouse)                                    |
| delta Aurygidy            | przełom września i października | kometa C/1972 E1 (Bradfield)                                    |
| Drakonidy                 | początek października           | kometa 21P/Giacobini-Zinner                                     |
| Orionidy                  | koniec października             | kometa Kometa Halleya (1P/Halley)                               |
| Leo Minorydy              | koniec października             | kometa C/1739 K1 (Zanotti)                                      |
| Południowe Taurydy        | początek listopada              | kometa Kometa Enckego (2P/Encke) i inne                         |
| Północne Taurydy          | połowa listopada                | planetoida 2004 TG10 i inne                                     |
| Leonidy                   | połowa listopada                | kometa 55P/Tempel-Tuttle                                        |
| Andromedydy               | początek grudnia                | kometa 3D/Biela                                                 |
| chi Orionidy              | początek grudnia                | prawdopodobnie planetoida (2201) Oljato                         |
| Fenicydy                  | początek grudnia                | kometa 289P/Blanpain                                            |
| Monocerotydy              | początek grudnia                | kometa D/1917 F1 (Mellish)                                      |
| Geminidy                  | połowa grudnia                  | planetoida (3200) Phaethon                                      |
| Ursydy                    | koniec grudnia                  | kometa 8P/Tuttle                                                |